# Europäischer Preis für Literatur
Der Europäische Preis für Literatur ist ein im Jahr 2005 von der französischen Stadt Straßburg initiierter, nicht dotierter internationaler Literaturpreis. 
Mit dem Preis wird jährlich ein europäischer Schriftsteller bzw. eine Schriftstellerin von internationaler Bedeutung für sein / ihr vorliegendes Gesamtwerk ausgezeichnet. Nach 2016 ist keine weitere Preisvergabe nachweisbar.

## Preisträger
- 2005: Antonio Gamoneda (Spanien)
- 2006: Bo Carpelan (Finnland)
- 2007: Tadeusz Różewicz (Polen)
- 2008: Tankred Dorst (Deutschland)
- 2009: Kiki Dimoula (Griechenland)
- 2010: Tony Harrison (Großbritannien)
- 2011: Drago Jančar (Slowenien)
- 2012: Wladimir Makanin (Russland)
- 2013: Erri De Luca (Italien)
- 2014: Jon Fosse (Norwegen)
- 2015: nicht vergeben[2]
- 2016: Jaan Kaplinski (Estland)